# Железничка станица Зуце
Железничка станица Зуце је једна од железничких станица на прузи Београд—Пожаревац. Налази се насељу Зуце у градској општини Вождовац у Београду. Пруга се наставља у једном смеру ка Врчину и другом према Белом Потоку. Железничка станица Зуце се састоји из 2 колосека. 